# Glen of Guinness
Glen of Guinness ist eine Irish-Folk-Band aus dem Kanton Wallis (Schweiz).

## Werdegang
Gegründet wurde die Band am 11. Dezember 1992. Der Name der Band entstand innerhalb von 5 Minuten am Abend davor in einem kleinen Bistro in Sierre. Quelle des Namens war natürlich das dort konsumierte Bier Guinness. Am Anfang ihrer Karriere spielte die Band meistens noch unplugged in kleineren Bars. Bald darauf weiteten sich aber die Auftritte auf grössere Anlässe aus. 1995 schloss sich die Band am Paléo Festival mit Pierre Genoud zusammen, welcher bis heute noch Manager der Band ist.

## Stil
Die Band spielt traditionellen Irish Folk. Auf den beiden Alben Bastaki (1999) und Waiting for A.M. (2001) wagte die Band auch kleinere Ausflüge in die Popmusik. Mit dem Album Back and Side kehrten die Walliser wieder zu ihren irischen Musik-Wurzeln zurück.

## Diskografie
| Jahr | Titel           | Höchstplatzierung, Gesamtwochen, AuszeichnungChartsChartplatzierungen (Jahr, Titel, Platzierungen, Wochen, Auszeichnungen, Anmerkungen) | Anmerkungen |
| Jahr | Titel           | CH | Anmerkungen |
| ---- | --------------- | --- | ----------- |
| 1997 | Gossip          | CH48 (1 Wo.)CH |             |
| 2001 | Waiting For A.M | CH36 (10 Wo.)CH |             |
| 2003 | Back & Side     | CH22 (6 Wo.)CH |             |
| 2005 | Folk Off        | CH95 (1 Wo.)CH |             |

Weitere Alben
- Haendel Ouiz Caire (1994)
- Proud (1996)
- Bastaki (1999)
- N°7 (2007)